# Пьяцца-ди-Монте-Читорио
Пьяцца-ди-Монте-Читорио (итал. Piazza di Monte Citorio — «Площадь холма Читорио») — площадь в центре Рима, в районе Колонна.
На площадь выходит фасад Палаццо Монтечиторио, в котором заседает Палата депутатов Италии. В центре площади возвышается древнеегипетский обелиск Монтечиторио, привезённый из Гелиополя. Ранее на площади также находился пьедестал разобранной колонны Антонина Пия, перенесённый в 1787 году в Ватикан. В настоящее время пьедестал установлен у входа в Пинакотеку Ватикана. Палаццо Ведекинд отделяет Пьяцца-ди-Монте-Читорио от соседней площади Колонны) близ Виа-дель-Корсо.
Площадь сохранила топографию холма Септория (лат. Mons Septorius) из-за его близости к (лат. saepta — «ограда, загородка, огороженное место»), от которого, по одной из версий, происходит название площади. Это было место созыва римских граждан, разделённых на центурии для голосования (citare). Другие варианты античных названий: Mons Acceptabilis, Mons Acceptorius.
Окружающие площадь здания строили в XVII веке, в том числе дворец кардинала Людовико Людовизи, племянника папы Григория XV (будущее Палаццо Монтечиторио) по проекту Дж. Л. Бернини. После смерти папы строительные работы были приостановлены до понтификата Иннокентия XII, который поручил Карло Фонтана достроить дворец для размещения в нём папской курии (Curia Innocenziana). Обустройство площади было продолжено по плану архитектора Фердинандо Фуга около 1735 года, но работы продолжались до понтификата Пия VI, когда в 1792 году был установлен египетский обелиск.
В древности обелиск находился на Марсовом поле, он был установлен императором Августом в I в. н. э. Спустя несколько столетий упал с базы. В 1792 году по решению папы Пий VI установлен на площади Монте Читорио. Высота обелиска 21,79 м. Императору Августу обелиск служил гномоном (указателем: солнечными часами и календарём). На вершине обелиска прикреплён шар с остриём, тень от которого на земле показывает время.
Площадь многократно меняла названия. В годы фашистского режима она называлась «Костанцо Чиано» (Costanzo Ciano) по имени фашистского политика, председателя Палаты депутатов Королевства Италия с 1934 по 1939 год. После низложения Муссолини 25 июля 1943 года, появилось название «Площадь 25 июля», а затем: «Площадь Джакомо Маттеотти» в память о депутате-социалисте, похищенном и убитом 10 июня 1924 года. С немецкой оккупацией города (1939—1940) площадь снова получила название, связанное с фашистским режимом: «Этторе Мути» (по имени секретаря Национальной Фашистской партии). После прибытия американских войск, в конце войны, 2 февраля 1945 года, площадь получила название, которое она носит до сих пор.

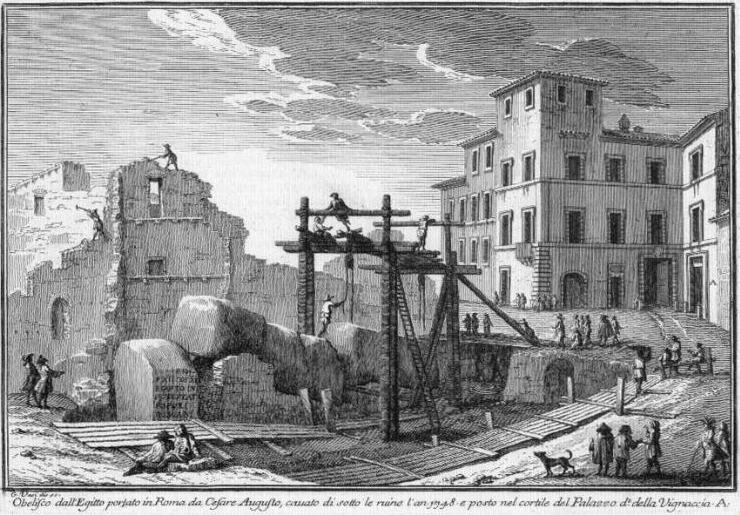
Дж. Вази. Курия Иннокентия XII (Curia Innocenziana) и демонтаж Колонны Антонина Пия. Офорт. 1752
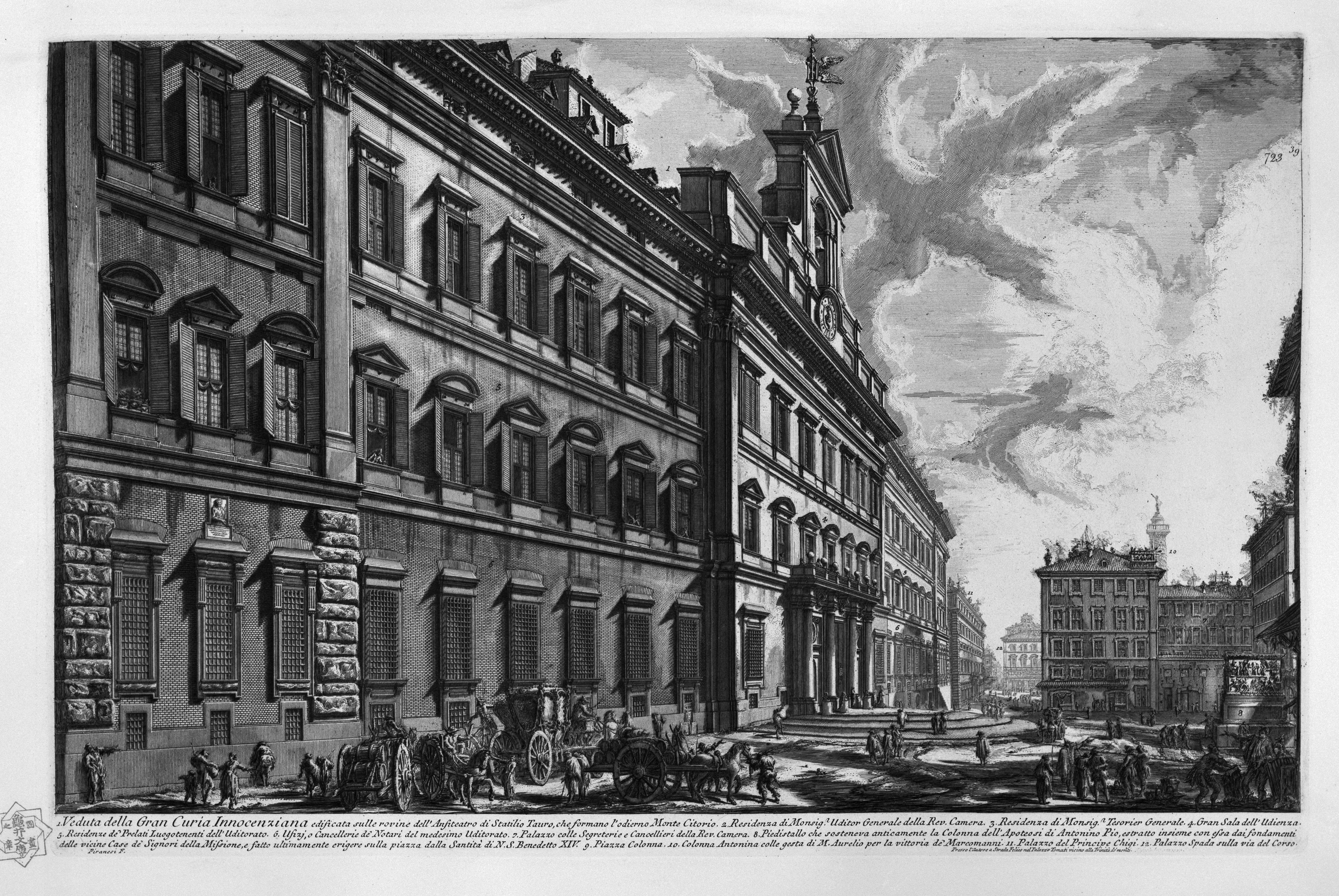
Дж. Б. Пиранези. Вид большой Курии Иннокентия XII (Curia Innocenziana). Из серии «Виды Рима». 1758-1759. Офорт, резец
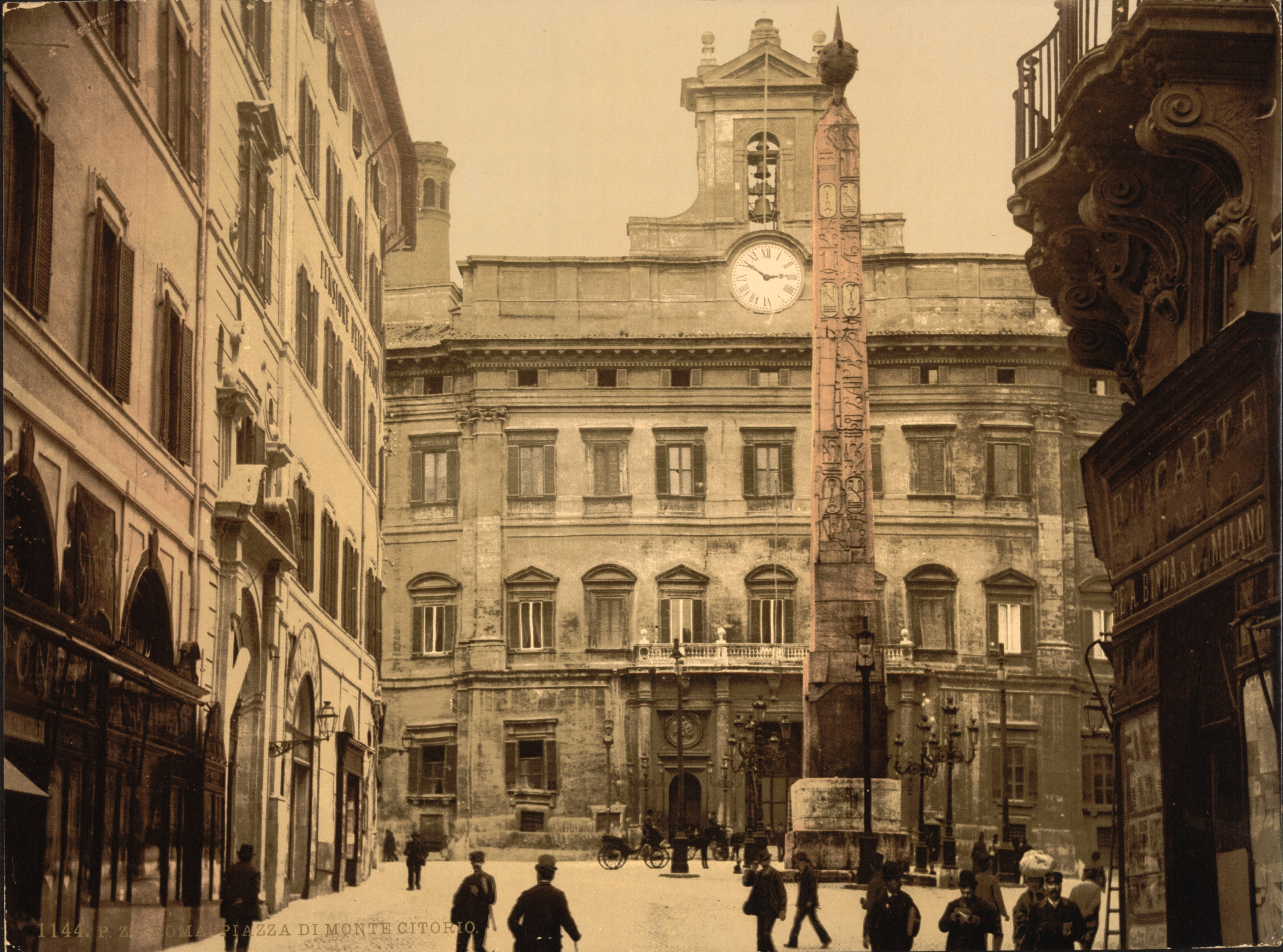
Площадь Монте Читорио в Риме. Фотография 1890-х гг.
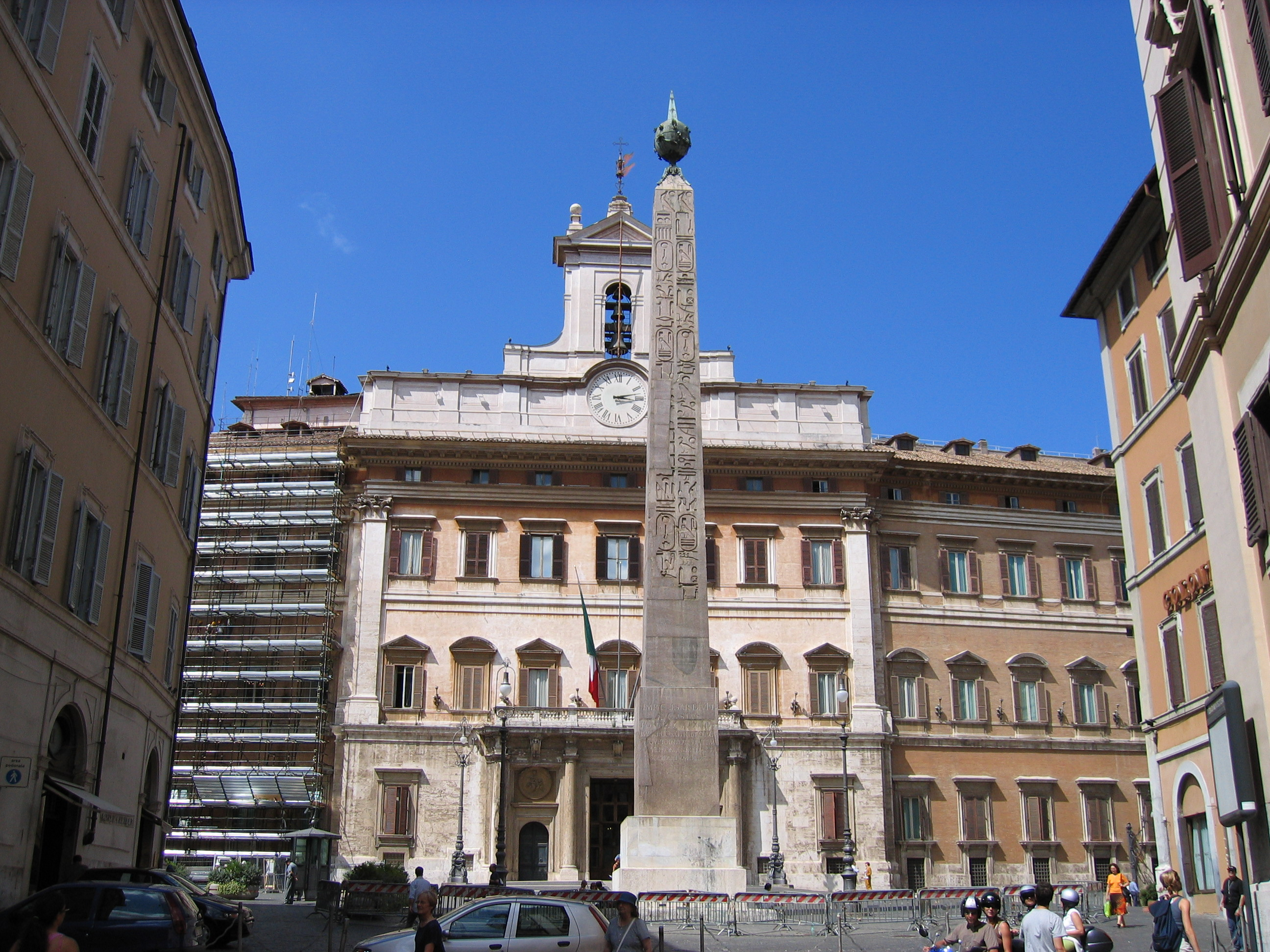
Пьяцца-ди-Монте-Читорио